# Singgamanik
Singgamanik is een bestuurslaag in het regentschap Karo van de provincie Noord-Sumatra, Indonesië. Singgamanik telt 1579 inwoners (volkstelling 2010).